# Spanyolország történelme
Spanyolország történelmének előzményei 1,4 millió évre nyúlnak vissza: ekkora datálják az ember első nyomait az Ibériai-félszigeten. A vaskorban kelták települtek be a félszigetre a korábbi őslakosok, az ibérek, turdetánok, valamint a mai baszkok ősei mellé. Az ókorban a több provinciára osztott Hispania a Római Birodalom része volt. Az 5. században germán népek vándoroltak Ibériába, ahol a vizigótok, meghódítva szomszédaikat, létrehozták az egész félszigetre kiterjedő keresztény királyságukat. A Vizigót Királyságot a 8. században muzulmán arab és berber hódítók döntötték meg és rövid idő leforgása alatt az északi partvidék kivételével az egész félszigetet az Omajjád Kalifátushoz csatolták. A kalifátus bukása után létrejött az önálló Córdobai Emírség (majd kalifátus), amely később több kis emirátusra (taifa) esett szét. Az északi keresztény királyságok (Kasztília, Aragónia, Portugália) kihasználva a muszlimok gyengeségét, fokozatosan visszahódították egész Ibériát. A reconquista csak 1492-ben fejeződött be teljesen a Granadai Emírség bukásával. A 15. század végén Kasztília és Aragónia perszonálunióra lépett: belőlük alakult ki a mai Spanyolország. 1492-ben a kasztíliai Izabella és aragóniai Ferdinánd házaspár támogatta Kolumbusz Kristóf expedícióját. Amerika felfedezésével elkezdődött az egész világra kiterjedő spanyol gyarmatbirodalom kiépítése, amely magába foglalta egész Dél- és Közép-Amerikát (Brazília kivételével),  valamint a Fülöp-szigeteket. A Habsburg-házhoz tartozó V. Károly egyben német-római császár is volt és az amerikai nemesfémimporttal megtámogatva, Spanyolország Európa egyik legerősebb hatalmává vált. A folyamatos háborúskodás, az aranybehozatal miatti infláció és a járványok azonban aláásták az ország teljesítőképességét és a 17. század végére fokozatosan másodrangú hatalommá süllyedt. A Habsburg-ház spanyol ágának kihalása után a francia Bourbon-dinasztia adta az ország királyait. A napóleoni háborúk és a spanyol függetlenségi háború nagy pusztítást végzett az országban, amely soha nem nyerte vissza korábbi erejét. Ennek eredményeképpen a 19. század elején amerikai gyarmatai is függetlenné váltak. A 19. század nagy része a liberális és reakciós politikai csoportok hol fegyveres, hol békés harcával telt, közben több alkalommal hosszú évekre destabilizálva az országot. 1898-ban a spanyol–amerikai háborúban elvesztek a hajdani gyarmatbirodalom maradékai is: Kuba, Puerto Rico és a Fülöp-szigetek.
Spanyolország nem vett részt az első világháborúban, de a katonai diktatúra és az 1929-es világgazdasági válság nyomán újabb belpolitikai krízisbe jutott és 1936-ban kitört a spanyol polgárháború, amelyben a szélsőjobboldali Francisco Franco tábornok győzedelmeskedett. Diktatúrája egészen 1975-ig tartott. Halála után visszaállították az alkotmányos monarchiát és Spanyolország demokratikus útra lépett. Tagja lett a NATO-nak, az Európai Uniónak és 1999-ben bevezette az eurót. A 2008-ban kezdődő világgazdasági válság különösen súlyosan érintette az országot, a csúcsokat döntögető munkanélküliség miatt több százezer polgára más európai tagállamokban keresett állást.

## Őstörténet

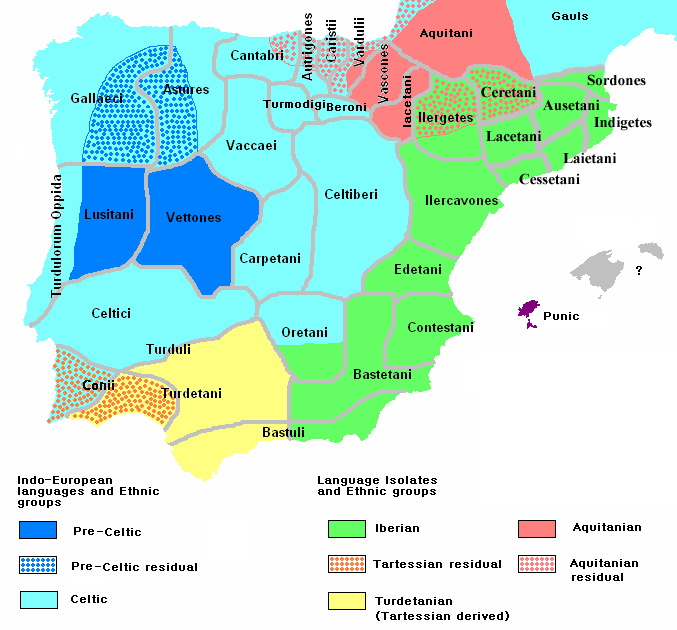
Ibéria népei i. e. 200 körül

Az ember legrégebbi nyugat-európai nyomát, egy 1,4 millió éves kovakő eszközt, a spanyolországi Atapuerca-hegység barlangjaiban találták meg. Ugyanitt 1,2 millió éves emberi csontmaradványokra is bukkantak. A modern emberek (cro-magnoniak) kb. 35 ezer évvel ezelőtt, a Pireneusokon keresztül érkeztek az Ibériai-félszigetre. Jelenlétükről árulkodnak az észak-spanyolországi Altamira-barlang 17 ezer éves falfestményei, amelyek az őskori művészet legkiválóbb képviselői közé tartoznak.
Az újkőkori és bronzkori fejlett kultúrák tárgyi emlékeit Almería tartományban a Los Millares és El Argar régészeti lelőhelyeken, valamint a Murcia melletti La Almoloyán találták meg.
A vaskor idején kelták vándoroltak Ibériába és főleg annak középső, északi és keleti részein telepedtek meg. A római hódítás idején az eredeti nem-indogermán lakosság elsősorban a mediterrán partvidéken élt: nyugaton az ibérek, délen pedig a turdetánok. Az indogermán nyelvet beszélő pre-kelta luzitánok a félsziget nyugati részén laktak.
A föníciaiak és a görögök több kereskedőállomást létesítettek a keleti és déli partok mentén. Az első görög kolóniákat, mint Emporiont (a mai Empúries) az i. e. 9. században alapították északon, míg a déli partok a föníciaiaknak jutottak. A görögök adták a félszigetnek az Ibéria nevet is az Iber (Ebro) folyóról. Az. i. e. 6 században az előbb a görögökkel, majd a rómaiakkal vetélkedő karthágóiak alapítottak városokat Ibériában. Legnagyobb településük Carthago Nova (a mai Cartagena) volt.
A nyugat felé terjeszkedő rómaiak a félszigeten először az ibérekkel találkoztak. A szárazföld belsejében élő keltákkal keveredve a határvidéken létrejött a keltibér kultúra. Őket a római légiók az i. e. 181 és 133 között vívott keltibér háborúk során hódították meg. A félsziget teljes alávetése azonban még majdnem két évszázadig tartott, csak i. e. 19-ben fejeződött be véglegesen.

## Hispania
A rómaiak által Hispániának nevezett félsziget lakói fokozatosan elromanizálódtak. A korábbi törzsi birtokrendszer helyett hatalmas nagybirtokok jöttek létre és tulajdonosaik bekerültek a római arisztokrácia soraiba.
Fejlődtek a meglévő települések, mint Tarragona (Tarraco) és sok új város a római időszakban jött létre: Zaragoza (Caesaraugusta), Mérida (Augusta Emerita), Valencia (Valentia), León ("Legio Septima"), Badajoz ("Pax Augusta"), és Palencia. A félszigetet több provinciára osztották fel: Hispania Baetica Corduba központtal, Hispania Lusitania Emerita Augusta (ma Mérida) központtal, Hispania Citerior (Tarragona), Hispania Nova (Tingis); a 3. században pedig rövid időre létrehozták Hispania Nova Citerior és Asturiae-Calleciae provinciákat.
A gyorsan növekvő gazdaság elsősorban az élelmiszertermelésre és bányászatra specializálódott; Hispánia gabonával, olívaolajjal, borral és ércekkel látta el Rómát. A félszigeten születtek Traianus, Hadrianus és I. Theodosius császárok, valamint a filozófus ifjabb Seneca és Martialis, Quintilianus és Lucanus költők.
Az 5. században a Nyugatrómai Birodalom bukásával germán vandálok, szvébek, alánok és vizigótok árasztották el észak felől Hispániát és létrehozták helyi királyságaikat. A birodalom összeomlása és a népvándorlás Hispániában nem járt a társadalom olyan teljes átalakulásával, mint Britanniában, Galliában vagy Germániában. Bár a városok népessége csökkent, az infrastruktúra és az intézményrendszer jelentősen hanyatlott, a nép nyelve, vallása, törvényei nem változtak és idővel beolvasztották a hódítókat. A római uralom évszázadai a mai napig hatással vannak Spanyolország társadalmára.

## A Vizigót Királyság

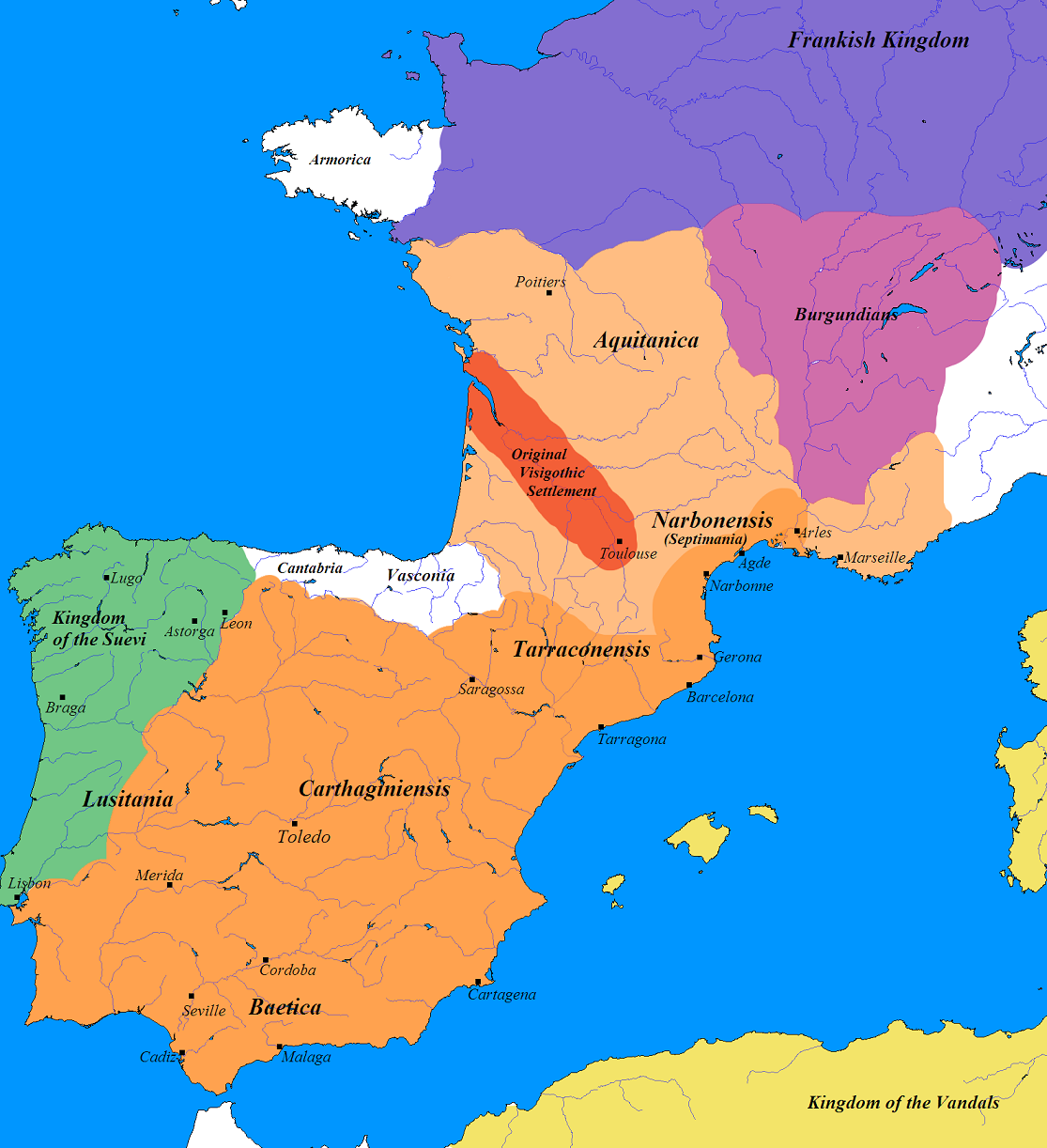
A Vizigót Királyság legnagyobb kiterjedése (halvány naranccsal jelölve a vouillé-i csata után a frankok által meghódított terület)

A germán törzsek ekkor már jórészt keresztények voltak, a vizigótok például 360 körül tértek át az ariánus kereszténységre, még mielőtt a hunok elől a Római Birodalom területére vándoroltak volna.
406 kemény telén, kihasználva a Rajna befagyását, vandálok, svébek, szarmaták és alánok árasztották el Galliát, majd három évvel később átkeltek a Pireneusokon. A vizigótok, akik 410-ben kifosztották Rómát, két évvel később vándoroltak Dél-Galliába és Toulouse központtal megalapították királyságukat. Innen terjeszkedtek tovább az Ibériai-félszigetre, kiszorítva onnan a vandálokat és alánokat, akik végül Észak-Afrikában telepedtek le és alakították ki államukat. A vizigótok Toledóba tették át a fővárosukat. 507-ben, a vouillé-i csata után a frankok kiűzték őket Galliából, 585-ben azonban sikerült meghódítaniuk a galíciai szvéb királyságot, így az egész Ibériai-félsziget a hatalmukba került.
Az ariánus vallású, germánul beszélő vizigót nemesség élesen elkülönült a meghódított, latin nyelvű, katolikus köznéptől. A rómaiaktól örökölt nagybirtokrendszert délen egyfajta feudalizmussá alakították át és seregük jórészt besorozott rabszolgákból állt. Északon a vazallus népek látták el őket csapatokkal. A király nagyban támaszkodott az arisztokratákból álló tanácsára és csak az ő jóváhagyásukkal hívhatta hadba a nemeseket.
A vallási elkülönülés idővel megszűnt. Toledóban a 6. és 7. században tizenhat zsinatot tartottak, melyek kezdetben az ariánus és katolikus doktrínák közötti különbségeket simították el, majd miután Reccared király 587-ben áttért a katolicizmusra, az egész országra érvényes, egységes keresztény liturgiát tárgyalták meg.
Bár Ibériában a barbár hódítás után a római kori gazdasági rendszer és infrastruktúra kevésbé esett vissza, mint északabbra; a városok itt is elnéptelenedtek és a latin lakosságtól elkülönülő vizigót nemesek keveset törődtek a köznép jólétével vagy az utak, csatornák fejlesztésével. Így amikor a muszlim hódítók megérkeztek, nem is számíthattak a nép lojalitására.

## Al-Andaluz

Al-Andaluz 720-ban, legnagyobb kiterjedése idején

711-ben Tanger muzulmán kormányzója, Tárik ibn Zijád mintegy 7 ezer berber lovassal átkelt Gibraltárba (amelynek arab eredetű neve Tárik szikláját jelenti). A Vizigót Királyságot polgárháború dúlta és Tárik átszállítását Julianus, Ceuta keresztény ura segítette, akinek lányát Roderik király állítólag megerőszakolta. A guadeletei csatában a berberek döntő győzelmet arattak és megölték Roderiket is. A sikeres előrenyomulás hatására Észak-Afrikából újabb erősítések érkeztek és a keresztény királyság összeroppant: a muszlimok 718-ra meghódították majdnem az egész Ibériai-félszigetet, majd 720-ra a Vizigót Királyság végső maradékát, Septimania tartományt is. Egyedül Pelagius tudott ellenállni nekik az északi hegyek között, aki a megmaradt talpalatnyi területen létrehozta Asztúria királyságát. 739-ben Galicia is fellázadt és elűzték a muzulmánokat. Ez a tengermelléki kis régió adta az alapját a későbbi reconquistának. A muszlim előrenyomulást Martell Károly állította meg 732-ben a tours-i csatában.
Ibéria döntő része az Omajjád kalifátus részévé vált al-Andaluz néven. Uralkodója I. al-Válid kalifától emír címet kapott. 750-ben az Abbászidák megdöntötték az Omajjád kalifátust és lemészárolták az uralkodó családot. Ennek csak egy tagja tudott el menekülni nyugatra, Ibériába, ahol önálló emirátust hozott létre.

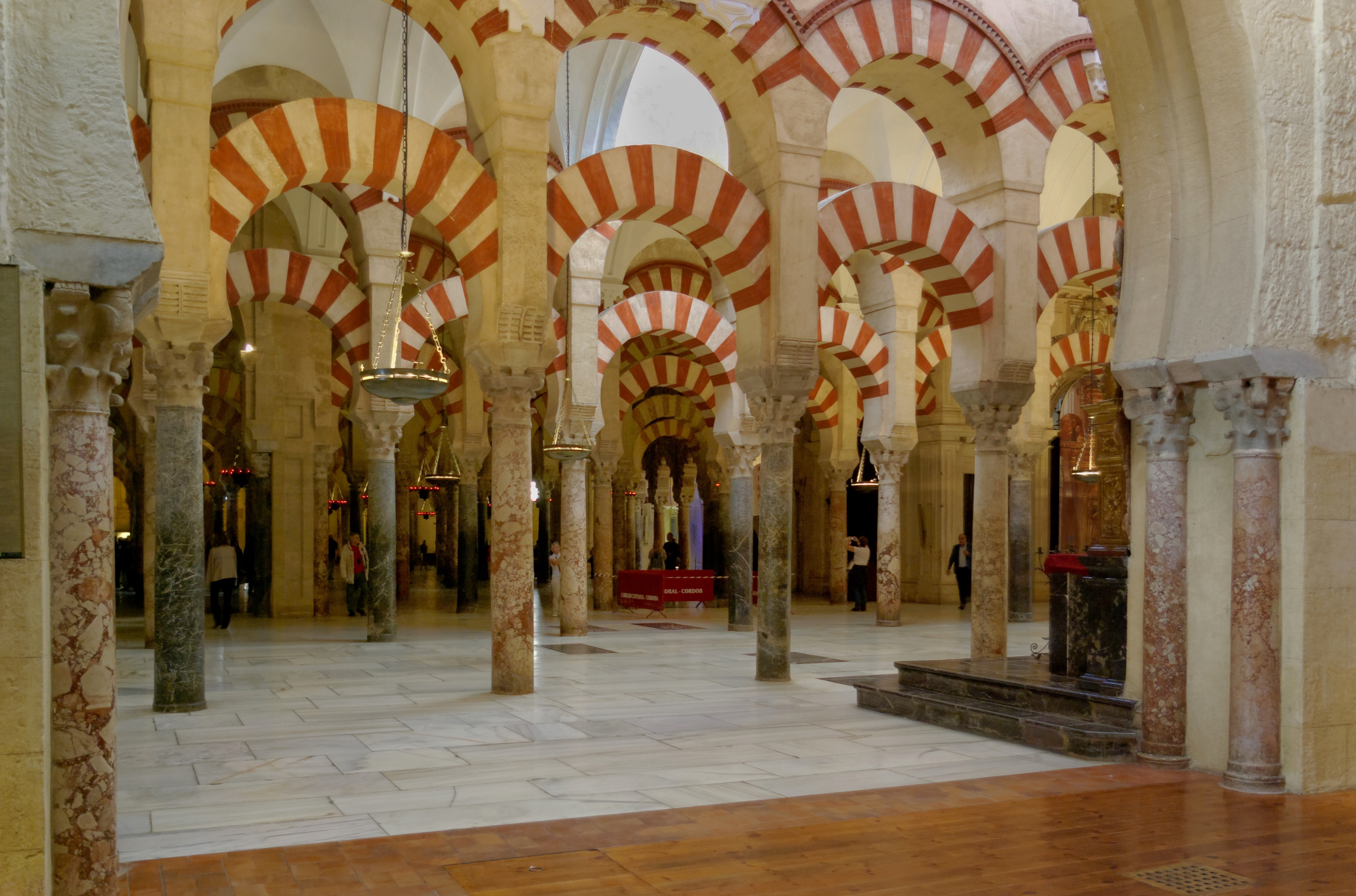
A córdobai mecset belső tere

929-ben III. Abd-ar-Rahmán emír véglegesen szakított az egyiptomi és szíriai kalifátusokkal és kikiáltotta magát Córdoba kalifájává. Állama több irányból is védekezésbe szorult: Ceuta kivételével elvesztette minden észak-afrikai birtokát, 844-ben vikingek fosztották ki Sevillát, 942-ben pedig a kalandozó magyarok is fosztogattak al-Andaluzban. Keresztény alattvalóik is fokozatosan települtek át az északi katolikus királyságokba, növelve azok erejét, bár a muszlim állam még sokáig döntő fölényben maradt mind katonai, mind gazdasági potenciálját tekintve. A keresztény államokat marakodásuk is semlegesítette.
A muszlim terjeszkedés újabb erőre kapott, amikor al-Manszúr (keresztény forrásokban Almanzor) 985-ben kifosztotta Barcelonát, majd fia is több hadjáratot indított a keresztény városok ellen. Az ő halála után azonban a kalifátusban kitört a polgárháború és a córdobai muszlim állam számos kisebb, egymással vetélkedő taifára, emirátusra esett szét. A keresztény királyságok (Kasztília, Aragónia és León – és a tőle később függetlenedő Portugál Grófság) kihasználták a lehetőséget és sorra hódították meg a muzulmánok városait, míg 1085-ben Toledo elvesztése után az emírek vonakodva ugyan, de behívták a marokkói Almorávidákat. Az Almorávida birodalom újból egyesítette a muszlim Ibériát, de a 12. században megdöntötte őket a puritán vallási elveket valló berber Almohád-dinasztia.
Az Almohádok 1212-ben a Las Navas de Tolosa-i csatában döntő vereséget szenvedtek a keresztény királyságok egyesített haderejétől és ezután már képtelenek voltak feltartóztatni azok fokozatos előrenyomulását. 1250-re az Ibériai-félsziget a déli Granadai Emirátus kivételével visszakerült a keresztények uralma alá.

## A spanyol nyelv
A 13. században az ibériai keresztény királyságokban elsősorban a latinból származó különböző helyi dialektusokat (kasztíliai, aragóniai, katalán, galíciai, aráni, asztúriai, leóni), valamint az ősi eredetű baszk nyelvet beszélték. Idővel, Kasztília felemelkedésével a többi rovására a kasztíliai nyelv vált ezek közül a leginkább elterjedtté és a dialektusok közötti kommunikáció eszközévé. A mai spanyol nyelv a kasztíliai nyelvjárásból fejlődött ki. III. Ferdinánd idején elkezdték kasztíliai nyelven írni az okleveleket, X. Alfonz uralkodására pedig már hivatalos nyelvvé vált, vagyis minden dokumentumot így adtak ki és latin helyett kasztíliaira fordították az idegen nyelvű iratokat.
Ugyanekkor a szomszédos államokban a katalán és galíciai nyelv hasonló változásokon esett át és a helyi közösségek általánosan használt nyelvévé vált, amelyeken hivatalos okleveleket és irodalmi műveket adtak ki. A galíciai a 13-16. században Galíciában, Asztúriában és Leónban, a katalán a 12-18. századra Katalóniában, a Baleári-szigeteken és Valenciában jutott hasonló szerephez. A 20. századra a hivatalos nyelvhasználatban a kasztíliai spanyol vette át a helyüket.
Az első kasztíliai nyelvtankönyvet 1492-ben adta ki Antonio de Nebrija.

## Spanyolország létrejötte

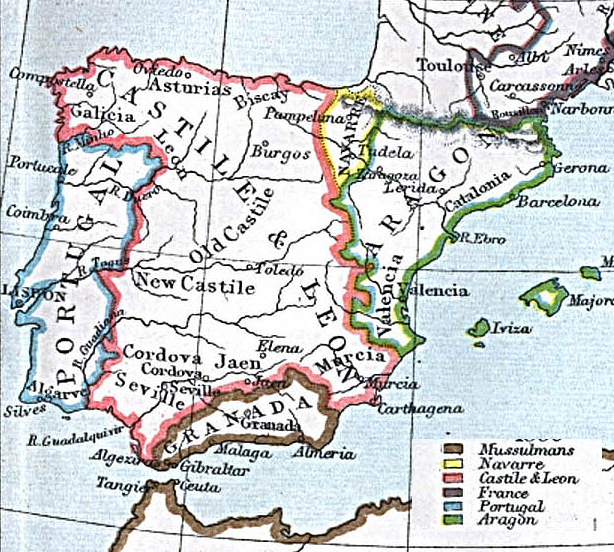
Ibéria államai 1360 körül

A 15. század végén az Ibériai-félszigeten három keresztény királyság – Kasztília (északon és középen), Aragónia (északkeleten) és Portugália (nyugaton) -, valamint a Granadai emirátus (délen) osztozott.
A kasztíliai IV. Henrik halála után polgárháború robbant ki, mert a nemesség egy része nem ismerte el egyetlen lányát, Johannát a homoszexualitással és impotenciával vádolt uralkodó saját gyermekének. Johanna ellenfele Henrik féltestvére, Izabella volt, aki II. Ferdinánd aragóniai királyhoz ment feleségül. A harcokból Izabella pártja került ki győztesen és a királynő férjével együtt közösen uralkodott a két országban; ez volt az egységes Spanyolország létrejöttéhez vezető első lépés. A házaspárt gyakran VI. Sándor pápa által adományozott "katolikus királyok" néven emlegették. A két uralkodó 1492-ben Granada meghódításával befejezte a reconquistát. Vallásos buzgalmukban ugyanebben az évben kiűzték országaikból a zsidókat.
A 13. századig Kasztíliában és Aragóniában a vallási kisebbségek (zsidók és muszlimok) viszonylagos toleranciát élvezhettek, sőt a keresztény országok közül csak itt engedélyezték a zsidók számára bármely mesterség gyakorlását. A 14. században azonban kezdett eluralkodni a türelmetlenség, amely 1391-ra addig fokozódott, hogy minden nagyobb városban (Ávila kivételével) sok halálos áldozattal járó pogromokat rendeztek. A következő évszázadban mintegy 80 ezer zsidó áttért, 1292-ben pedig a megkeresztelkedést kötelezővé tették; ellenkező esetben száműzték őket. Az országot elhagyó zsidók számát 40-120 ezer közé teszik. A következő évtizedekben a muszlimokat érte hasonló bánásmód és 60 évvel a zsidók kiűzése után nekik is kötelező volt katolikussá válniuk (az ún. moriszkók) vagy el kellett hagyniuk Spanyolországot. Emellett a spanyolországi cigányok esetében minden 18 és 26 év közötti férfira kötelező gályaevezői szolgálatot róttak ki (ami sok esetben gyakorlatilag halálos ítélettel volt egyenlő), de többségüknek sikerült kibújnia a rendelet alól.
Izabella és Ferdinánd 1492-ben támogatta Kolumbusz Kristóf útját, aki felfedezte a Karib-tenger szigeteit és Közép-Amerikát. A tengerentúlon létrehozott gyarmatok és az amerikai államok (aztékok, inkák) kifosztása óriási jövedelmet hozott a spanyol kincstár számára; ennek köszönhetően az ország a következő két évszázadra Európa egyik vezető hatalmává vált.
Izabellának öt, felnőttkort megérő gyermeke született, ám egyetlen fia 19 évesen meghalt. Lányai portugál, angol és burgundi uralkodókhoz mentek feleségül. Kasztília és Aragónia koronáját legidősebb, a szüleiket túlélő lányuk, Őrült Johanna örökölte, akinek a Habsburg-házba tartozó burgundi herceg, Szép Fülöp volt a férje. Fülöp I. Miksa német-római császár fia volt, akiből valószínűleg szintén császár lett volna, ha 1506-ban váratlanul (feltehetően tífuszban) meg nem hal. Az elmebeteg és zárdában tartott Johanna helyett előbb apja, majd 1516-tól fia, Károly uralkodott (formálisan társuralkodóként).

## A spanyol világbirodalom

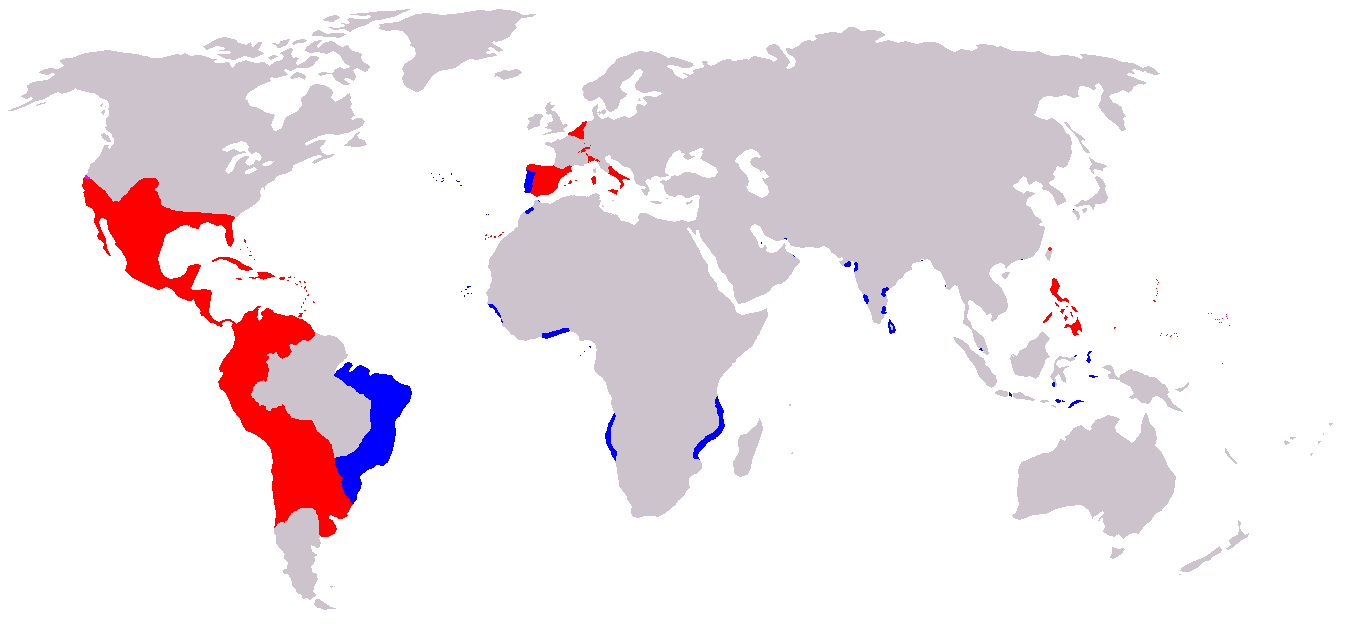
Spanyolország (vörös) és Portugália (kék) gyarmatai a 16-17. században

A 15. század végén Afrika megkerülésével Portugália megnyitotta az indiai kereskedelmi utakat, amelyekből hatalmas profitja származott. Spanyolország Kolumbusz útjainak szponzorálásával csatlakozott a felfedező és gyarmatalapító tevékenységhez. A portugálokkal való kezdeti súrlódásokat az 1494-ben megkötött tordesillasi egyezménnyel sikerült megoldani: eszerint a Zöld-foki szigetektől nyugatra húzódó demarkációs vonaltól nyugatra eső területek (gyakorlatilag a mai Kelet-Brazília kivételével egész Észak- és Dél-Amerika) a spanyol érdekszférába tartozik. Kezdetben az Újvilág csalódást okozott, mert a karibi indián törzsekkel nem lehetett olyan jövedelmező módon kereskedni, mint Indiával vagy Kínával. A 16. század elején azonban kalandorok kis csapata megdöntötte az azték és az inka birodalmakat és hatalmas mennyiségű nemesfém jutott a korona birtokába is. Az indián államok összeomlásának fő oka az európaiak által behurcolt feketehimlő és egyéb járványok pusztítása volt, mert ezek ellen az őslakosoknak semmilyen immunitásuk nem volt. Az 1520-as években megkezdődött az mexikói ezüstbányák kiaknázása, 1546-ban pedig felfedezték a bolíviai Potosí páratlan gazdagságú ezüstérckészletét. A keleti féltekét a tordesillasi szerződés értelmében meghagyták Portugáliának, csak a Fülöp-szigeteket gyarmatosították az 1560-as években. Összességében Spanyolország az akkori világ legnagyobb birodalmát alakította ki és Károly király büszkén mondhatta, hogy országa fölött soha nem megy le a nap.

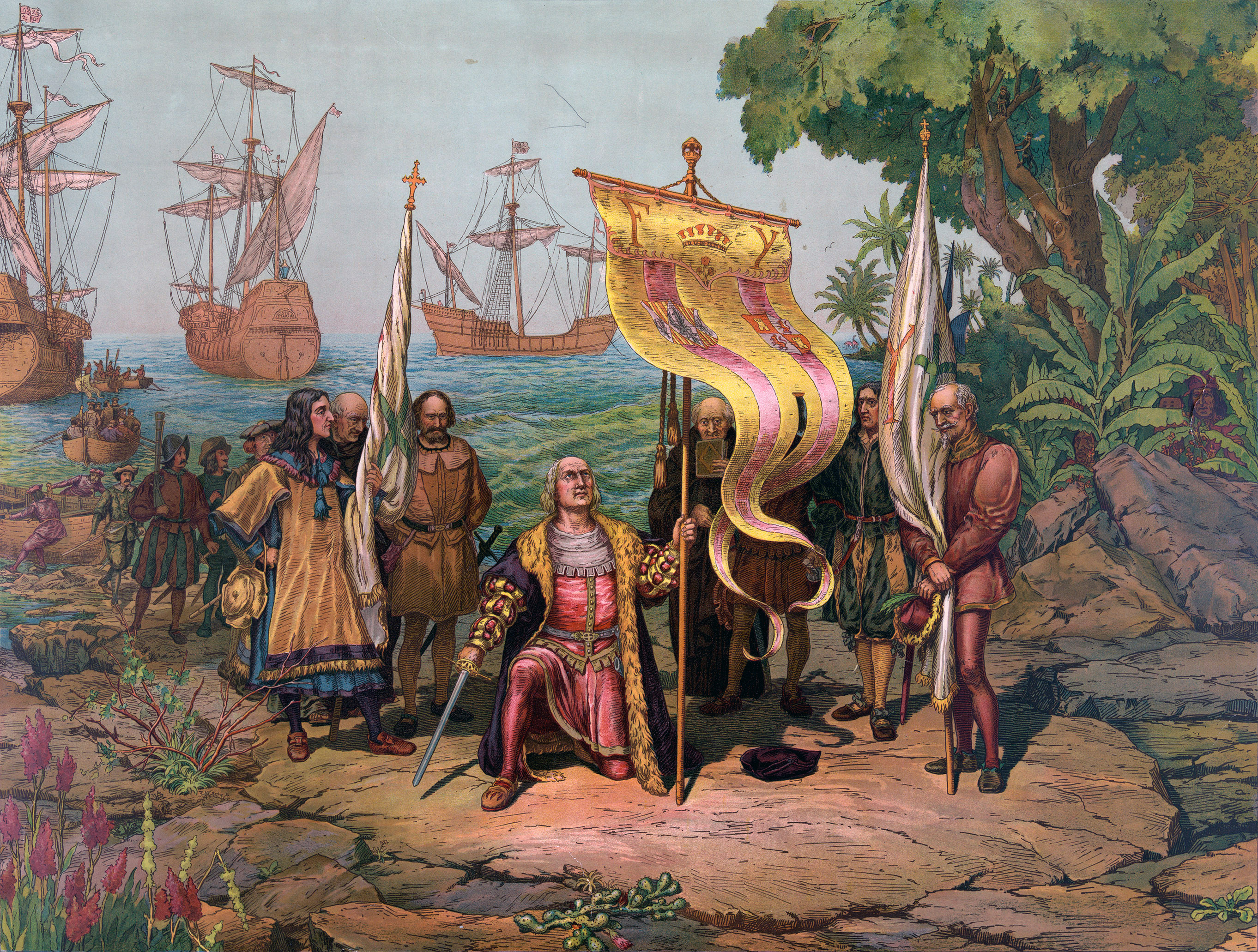
Kolumbusz partot ér Amerikában

Az ezüst- és aranyszállítmányok megváltoztatták a spanyol gazdaság szerkezetét, amely egyre inkább támaszkodott a gabona és a luxuscikkek külföldről való behozatalára. Ebből finanszírozták az európai és észak-afrikai háborúkat is, amelyekbe a nagyhatalommá váló Spanyolország egyre inkább belebonyolódott.

## Habsburg-kor Spanyolországban

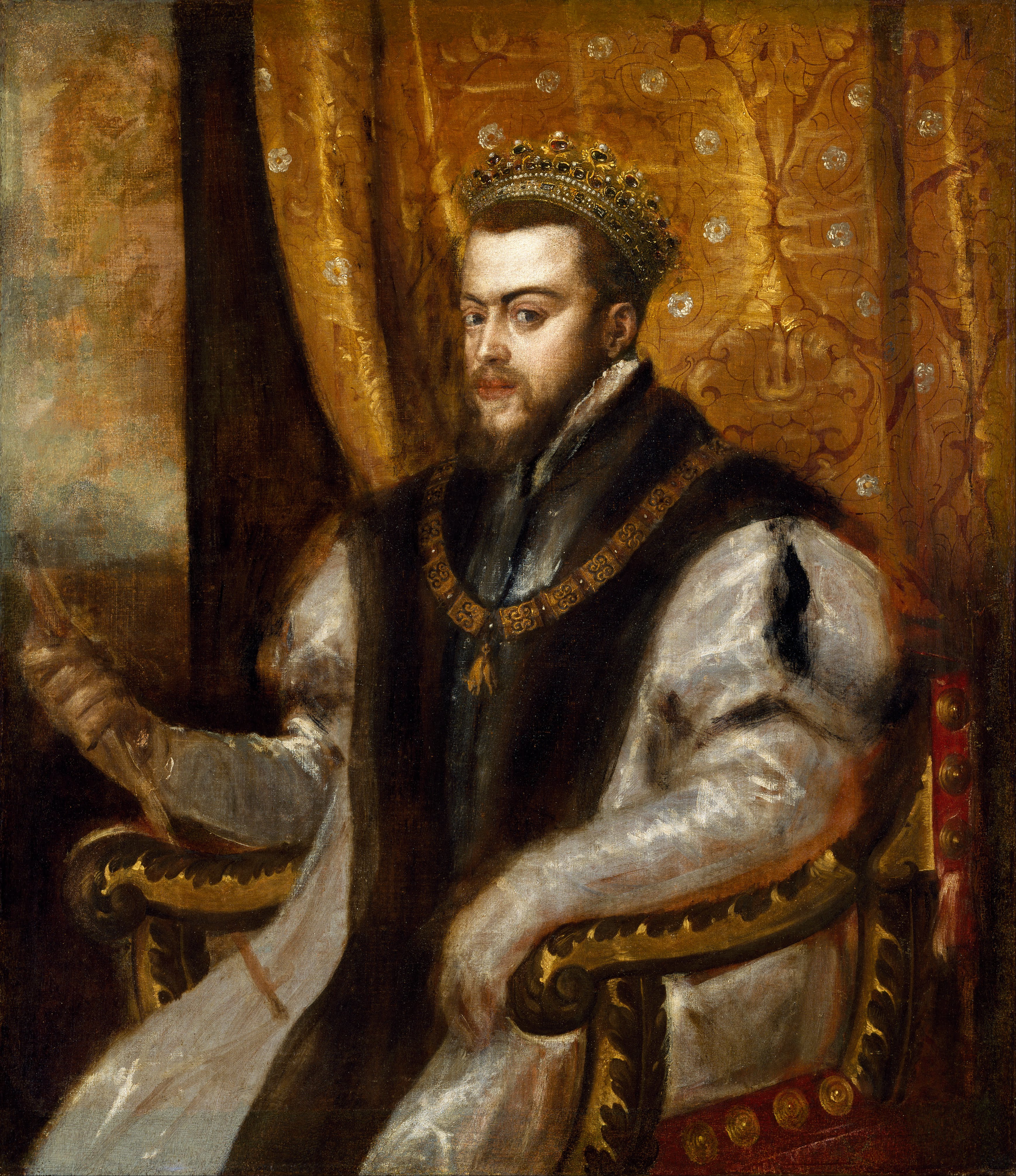
II. Fülöp spanyol király (1527-1598) portréja, Tiziano Vecellio munkája

Őrült Johanna fia, Habsburg Károly 1516-ban lett nagykorú és vette át Kasztília és León és Aragónia vezetését. 1519-ben nagyapja halála után német-római császárnak is választották, amivel addig nem ismert hatalomkoncentráció jött létre Európában. Kötelezettségei miatt azonban csak ideje egy részében tudott foglalkozni a spanyol ügyekkel; emellett kezelnie kellett az Észak-Németországban gyorsan terjedő reformációt, valamint a török háborúkat. A spanyol nemesség zúgolódása miatt 1556-os lemondása után címeit szétosztotta: a spanyol világbirodalmat (beleértve itáliai és németalföldi birtokait) fiára, Fülöp infánsra hagyta, a német-római császári teendőket pedig öccsére, Ferdinánd főhercegre hagyományozta.
II. Fülöp a katolikus hit bajnokaként tekintett önmagára és harcot hirdetett mind az eretneknek tekintett protestánsok, mind az iszlám ellen. Megerősítette az 1478-ban létrehozott inkvizíciót és üldözte a Spanyolországban amúgy is gyenge reformációs mozgalmat. A moriszkók lázadása után kiutasította országából a muszlimokat. Az 1560-as években az egyre fokozódó elnyomás Németalföld északi, kálvinista felén felkeléshez vezetett, amivel elindult a nyolcvan évig tartó szabadságharc. A költséges konfliktus mellé társult 1588-ban az Anglia elleni sikertelen inváziós kísérlet (ami a Spanyol Armada teljes pusztulásával járt); valamint a francia háború 1595–1598 között. A felmerülő problémák ellenére az állandó háborúkban edzett spanyol hadsereg (a híres terciók) ekkor a világ egyik legjobbja volt és a flotta is hamarosan magához tért az angliai katasztrófa után. Spanyolország volt ekkor Európa vezető hatalma, amit csak tovább erősített, hogy 1580-ban Fülöp megörökölte Portugáliát és hatalmas gyarmatbirodalmát.
Idővel azonban megmutatkoztak a gondok is. A gazdaságba áramló nemesfém fokozta az inflációt, az állandó háborúk elnéptelenítették a Francia Királysághoz képest amúgy is ritkán lakott országot (amit csak fokozott a moriszkók és zsidók kiűzése) és az adminisztráció is egyre nehézkesebbé és bürokratikusabbá vált. A kincstár egyre inkább a tengerentúli ezüst- és aranyszállítmányoktól függött és a fokozódó kiadások miatt rendszeressé vált, hogy az állam fizetésképtelen lett. Gondot okoztak az észak-afrikai berber kalózok is, amelyek rendszeresen fosztogatták a mediterrán partvidéket és a lakosokat elhurcolták rabszolgának. Bár az 1571-es lepantói csata megtörte a török tengeri dominanciát, becslések szerint 1-1,25 millió európai került így rabszolgaságba a 16–19. században, főleg Spanyolországból és Itáliából. Pusztító járványok is tizedelték a lakosságot: az 1596-1602-es pestis 6-700 ezer áldozatot követelt, a teljes népesség kb. 10%-át. A 17. században összesen mintegy 1,25 millióan estek járványok áldozatául Spanyolországban.
II. Fülöp 1598-as halála után fia, III. Fülöp követte a trónon, aki tíz évre békét kötött a hollandokkal, ám Spanyolország közben belekeveredett a harmincéves háborúba. Őt IV. Fülöp követte, aki helyett gyakorlatilag kegyence, Olivares de Guzmán herceg kormányozta a birodalmat. Az állandó háborúskodás és a sikertelen belső reform fokozta a belső feszültségeket. Portugália és Katalónia fellázadt; az előbbinek sikerült kivívnia függetlenségét de a franciák által segített katalán felkelést leverték. Spanyolországnak már Fülöp idején sem volt megfelelő kormányzata, de a rossz irányítás tovább fokozódott fia, a rokonházasságok miatt gyengeelméjű és testi hibás II. Károly idején, aki már képtelen volt utódot nemzeni és 1700-ban vele kihalt a Habsburg-ház spanyol ága. Az ezt követő spanyol örökösödési háborúban az ország már nem nagyhatalomként lépett fel, hanem mint a többi hatalom versengésének tárgya. A háború kompromisszummal zárult: a spanyol trónra a Bourbon-házbeli XIV. Lajos francia király unokája, a Fülöp, Anjou hercege került, de Spanyolország elvesztette itáliai és németalföldi birtokait (főképpen Ausztria javára). A Habsburg-korszak gazdasági és adminisztrációs gondjai mellett kulturális és művészeti felvirágzást, az úgynevezett spanyol aranykort (Siglo de Oro) hozta Spanyolországnak. Az amerikai arany és ezüst lehetővé tette a művészek bőkezű patronálását. Ekkor épült az Escorial, a madridi udvarnak dolgozott Diego Velázquez és El Greco is. A reneszánsz zenében kiemelkedőt alkotott Tomás Luis de Victoria, Luis de Milán és Alonso Lobo. A korszak spanyol irodalmának világhírű alakjai Lope de Vega és a Don Quijote szerzője, Miguel de Cervantes.

## A Bourbonok (18. század)

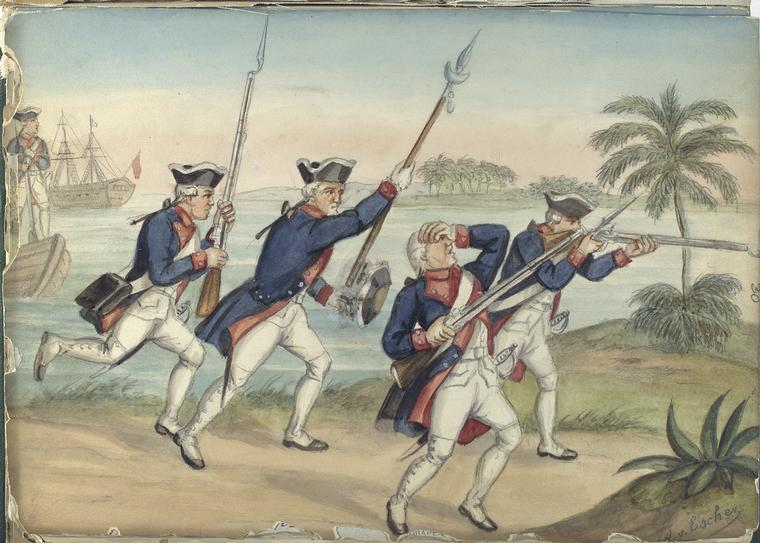
Rohamozó spanyol gyalogosok (kb. 1740)

A 14 évig tartó örökösödési háborút lezáró utrechti béke (melyben V. Fülöp saját és utódai nevében örökre lemondott a francia trónról, hogy megakadályozzák Franciaország és Spanyolország egyesülését) után Fülöp a francia abszolutizmus mintájára széles körű reformokat indított el. 1715-ben visszavonta a Spanyolországot alkotó régi királyságok (elsősorban Aragónia) hagyományos előjogait és kiváltságait és a kasztíliai jogrenddel helyettesítette őket. Megreformálta a kormányzatot és megerősítette a központi hatalmat és a kegyencek korábbi uralma helyett a teljesítményt is figyelembe vették. A felső körök változásai (ahol a fontos pozíciókat továbbra is a főnemesség töltötte be) ellenére azonban az adminisztráció alsóbb szintjein továbbra is a korrupció és rossz hatékonyság volt az uralkodó. A spanyol és francia érdekellentétek esetén maga is a király is többnyire Franciaország javára döntött.
Fülöpöt 1746-ban VI. Ferdinánd, őt pedig 1759-ben III. Károly követte a trónon. Károly sikeres uralkodó volt, reformjaival liberalizálta a kereskedelmet, számos kisebb adót és az árumozgást akadályozó rendelkezést eltörölt. Visszafogta az egyház hatalmát, az inkvizíció jogosultságait erőteljesen csökkentette és 1767-ben kiűzte országából a jezsuitákat. A 18. században a spanyol gazdaság növekedésnek indult, különösen az előző század éhínségei és járványai után. A külpolitikát V. Fülöp özvegye, a befolyásos Pármai Erzsébet alakította, akinek elsődleges célja a korábbi itáliai birtokok visszaszerzése volt.
A hétéves háborúban (1756–63) Spanyolország a franciák szövetségese volt és több vereség után kénytelen volt Angliának átengedni Floridát, cserébe viszont a párizsi béke során Franciaországtól neki ítélték Louisianát. 1783-ban, a britek amerikai gyarmatainak függetlenedése után Florida is visszakerült spanyol kézbe.
IV. Károly idején az ország ismét megindult a lejtőn. Az egyesek szerint gyengeelméjű király helyett felesége szeretője, Manuel de Godoy irányított, aki visszavonatta III. Károly legtöbb reformját. A francia forradalom után Spanyolország hadat üzent északi szomszédjának, de a vereség után szövetségbe kényszerült vele, ami miatt viszont a britek helyezték blokád alá. IV. Károly bizonytalankodó külpolitikája miatt Napóleon 1808-ban végül megszállta az országot, ami elindította a hatalmas károkat okozó spanyol függetlenségi háborút, utána pedig a meggyengült ország elvesztette szinte minden amerikai gyarmatát.
A felvilágosodás 1750 körül érte el Spanyolországot, de az egyház által dominált közéletben csak halvány eredményeket ért, főleg az orvostudomány és fizika terén. Legfőbb népszerűsítője Benito Feijóo bencés szerzetes és tanár volt, aki harcolt a babonák ellen és a tudományos és gyakorlati módszereket igyekezett előremozdítani. Az 1770-es években azonban a konzervatívok a cenzúra és az inkvizíció segítségével nagyrészt elfojtották a felvilágosodás eszméinek terjedését. A Nyugat-Európában meginduló ipari forradalom a 18. században elkerülte Spanyolországot, utána pedig a napóleoni háborúk okoztak gazdasági visszaesést.
A 18. századi spanyol társadalom legfelsőbb rétege a néhány száz családot kitevő arisztokráciából állt, alattuk volt a mintegy félmillió nemes és a 200 ezernyi papi rend. A nemesi birtokokon kívüli földek túlnyomó része kolostorok tulajdonában volt. A társadalom nagy többsége föd nélküli peón vagy kisbirtokos volt. A polgári középréteg igen kis létszámú volt és mind a parasztok, mind a nemesség bizalmatlanul tekintett rá.

## Spanyolország a 19. században

### A napóleoni háborúk (1808–1814)

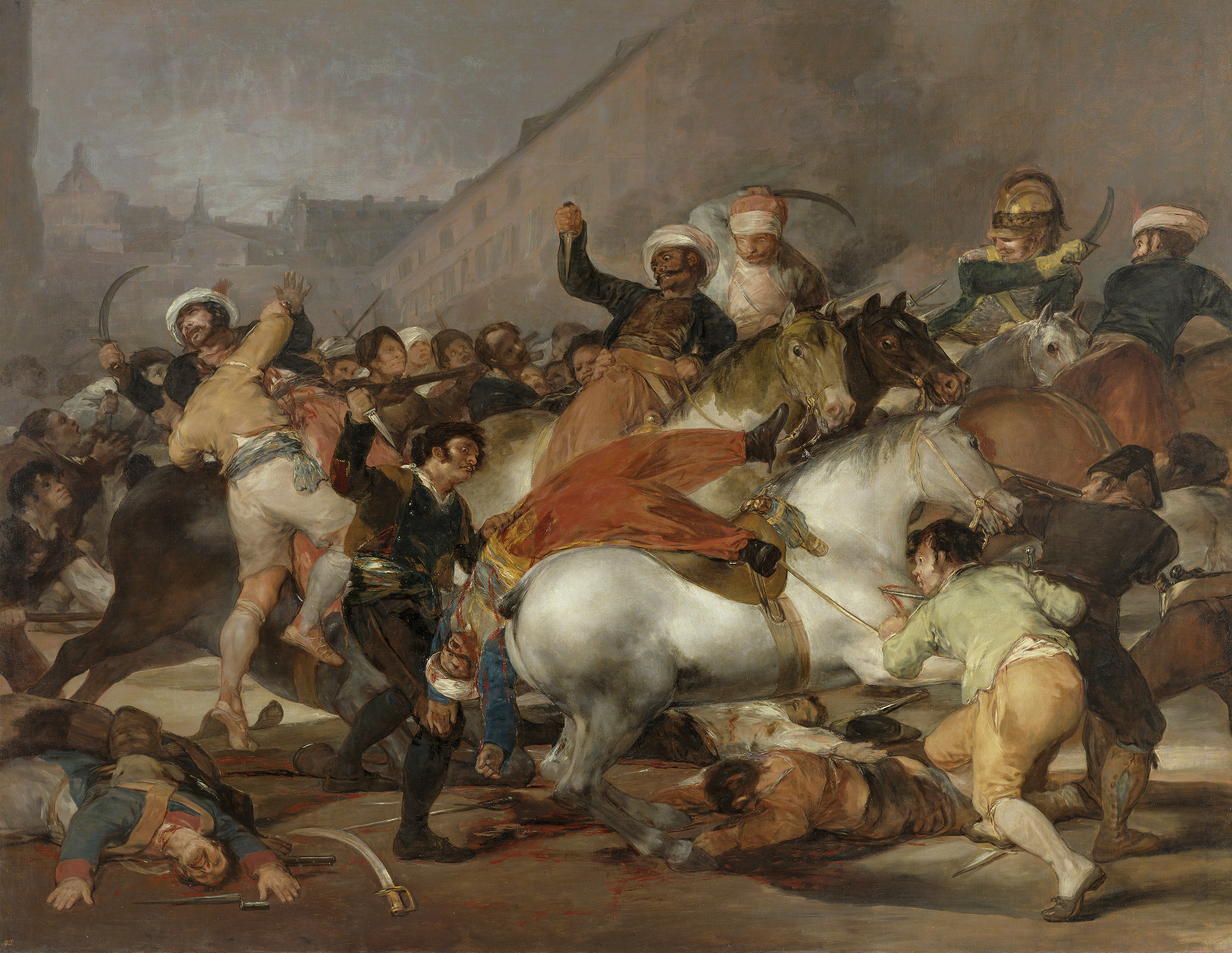
Francisco Goya festménye, az 1808. május másodika a Napóleon elleni népfelkelés kezdetét ábrázolja

A 18. században a Bourbon-dinasztia uralta Spanyolország szövetségese volt egyetlen szárazföldi szomszédjának, a franciáknak, ezért főleg a flotta fejlesztésére koncentrált. A francia forradalom kitörésekor a spanyol hadsereg harcképessége alacsony volt: a főtisztek nem képességeik, hanem kapcsolataik révén kerültek pozíciójukba, a közkatonák rosszul képzett parasztok voltak, a felszerelésük pedig elavult. A háború kitörése után a vezetés inkompetensnek bizonyult és az alacsony rangú tisztek sokszor inkább dezertáltak és beálltak a felkelők közé. A bailéni csata kivételével gyakorlatilag valamennyi ütközetet elvesztették. Napóleon Európa legrosszabb hadseregének titulálta a spanyolt és ebben a velük szövetséges angolok is egyetértettek.
Spanyolország a többi európai monarchiához hasonlóan először hadat üzent a forradalmi francia kormánynak, de néhány elvesztett csata után IV. Károly inkább szövetséget kötött vele. Emiatt az ország a brit hajóhad blokádja alá került és amerikai gyarmatai kénytelenek voltak függetlenül folytatni kereskedelmüket. 1805-ben a trafalgari csatában odaveszett a spanyol flotta is, emiatt a király szakított a francia szövetséggel. 1808-ban Napóleon megszállta az országot, megdöntötte a mindössze 48 napig uralkodó VII. Ferdinánd hatalmát és legidősebb bátyját, Joseph Bonapartét ültette a spanyol trónra.
A templomokat feldúló, papokat gyilkoló republikánus franciák ellen hamarosan országszerte Ferdinánd-párti bizottságok (junták) alakultak és 1809. február 22-én általános franciaellenes felkelés tört ki. A franciák nem tudták jól kezelni a gerillamódszereket (maga a szó is ebben a háborúban keletkezett) alkalmazó felkelőket és megtorló intézkedéseik csak elkeseredettebb ellenállást és a lázadókhoz csatlakozó még több embert eredményeztek. Bár a formális csaták nagy részét megnyerték, különösen, amikor maga Napóleon vezette őket, de hosszú távon az utánpótlási vonalaik védelmére több katonát kellett lekötniük, mint amennyien a tényleges harci cselekményekben részt vettek és veszteségeik nagyok voltak. A spanyol háború Párizsnak egyre több pénzbe, katonába és presztízsbe került.

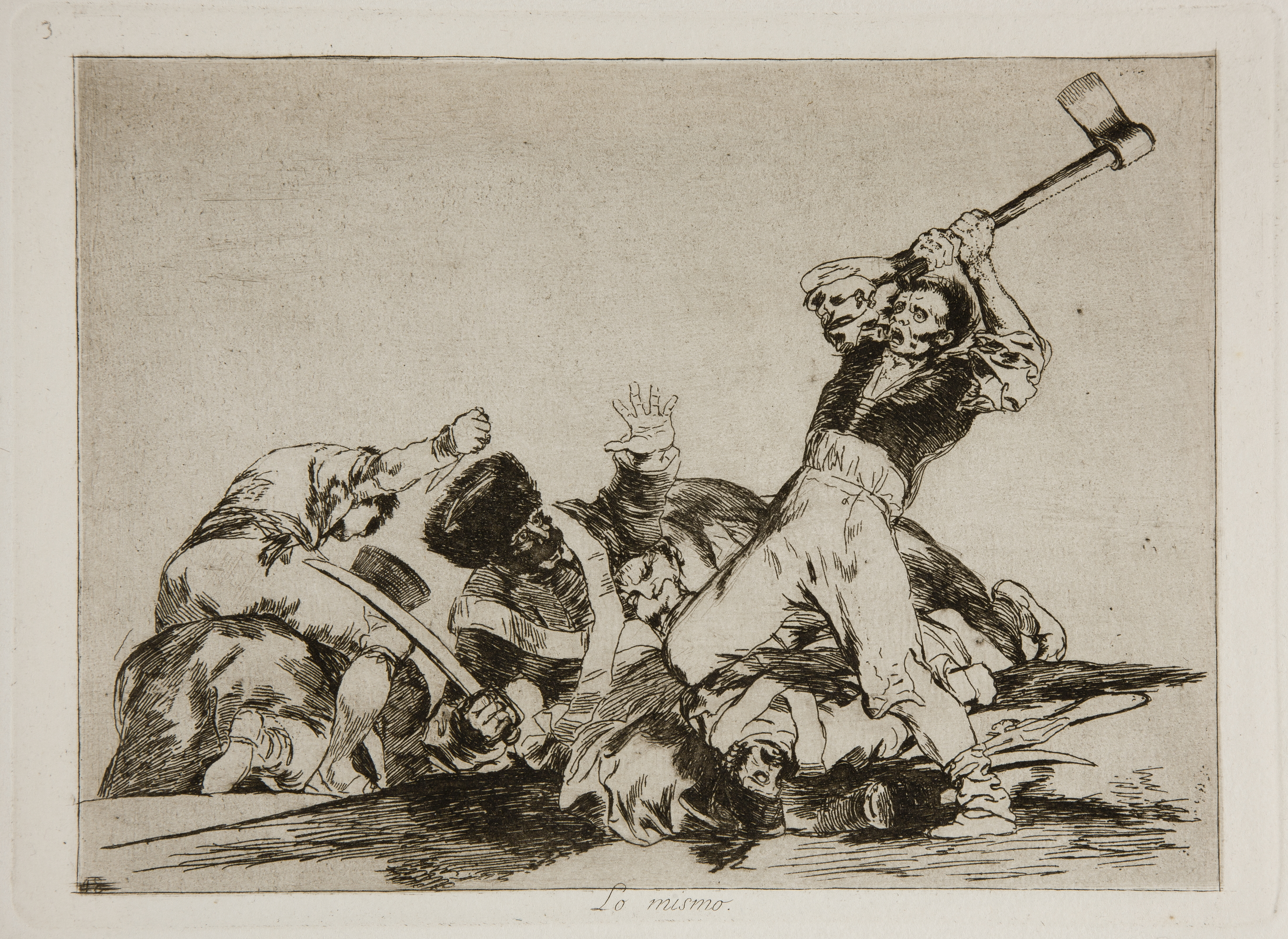
Francia katonára lesújtó felkelő (Goya rajza)

1812 márciusában a cádizi nemzetgyűlés (cortes) elfogadta az ország első alkotmányát, amely elválasztotta a törvényhozó és végrehajtó hatalmat. Az alkotmányos monarchia kialakítására tett korai kísérlet 1814-ig tartott.
Napóleon katasztrofális oroszországi hadjárata után Spanyolországból kivonták a francia csapatok egy részét és az ellenük harcoló spanyol felkelők, a portugálok és a Wellington herceg vezette brit csapatok fölénybe kerültek. 1813-ban a vitoriai csatában döntő vereséget mértek a franciákra és a következő évben VII. Ferdinánd visszakerült a trónra.

### Az amerikai gyarmatok elvesztése

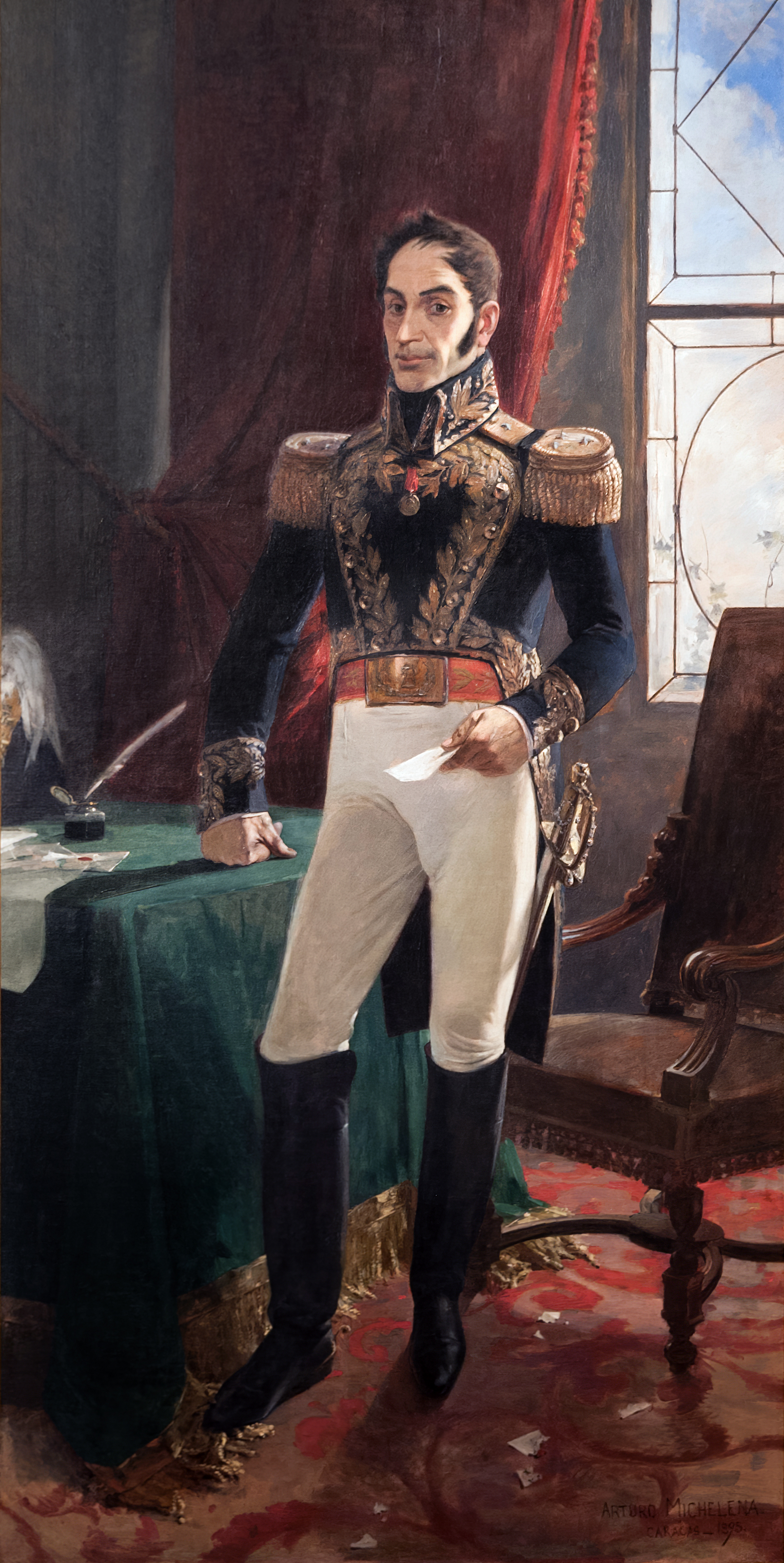
Simón Bolívar

A napóleoni háborúk alatt a brit flotta teljesen elvágta az anyaországot az amerikai gyarmatoktól, így azok külkereskedelmüket önállóan kellett intézzék holland és amerikai partnereken keresztül. A spanyolországi franciaellenes felkelést elindító sevillai központi juntába aránytalanul kevés gyarmati képviselő került és emiatt az Egyesült Államok függetlenségén felbuzdult amerikai "királyságok" és kapitányságok sok helyen külön juntákat alakítottak, sőt néhány a függetlenséget is kikiáltotta. VII. Ferdinánd visszatérése után spanyol csapatokat küldött a tengerentúlra, amelyek nagyrészt helyreállították a korábbi állapotokat. 1816-ban azonban újabb felkelések törtek ki és az egészen 1825-ig tartó függetlenségi háborúk során Spanyolország Kuba és Puerto Rico kivételével valamennyi amerikai gyarmatát elvesztette. Az európai hatalmak nem nyújtottak segítséget, sőt Nagy-Britannia és az Egyesült Államok a felkelőket támogatta. 1824-ben az argentin José de San Martín és a venezuelai Simón Bolívar vezette függetlenségpártiak végső vereséget mértek a spanyolokra. Az új államok külkereskedelmében ezután Nagy-Britannia volt a domináns.

### Reakció és politikai harcok (1814–73)
VII. Ferdinánd trónra jutása után eltörölte az 1812-es liberális alkotmányt és a konzervatívokra támaszkodva, elődeihez hasonlóan abszolutista módszerekkel kormányzott. A fizetésképtelenség határán egyensúlyozó kormány kénytelen volt eladni Floridát az Egyesült Államoknak 5 millió dollárért. 1820-ban Cadizban az Amerikába küldendő csapatok fellázadtak és országszerte a hadsereg az ő pártjukra állt. A király hatalmának meggyengülését kihasználó liberális erők elfogadtatták Ferdinánddal az 1812-es alkotmányt és gyakorlatilag házi őrizetben tartották. A liberális kormányzat 1823-ig állt fenn, miközben az abszolutisták több összeesküvést szőttek a megdöntésére. Végül 1823-ban a nagyhatalmak veronai kongresszusa által felhatalmazva, Franciaország 100 ezres intervenciós hadsereggel visszaállította Ferdinánd uralmát.
A következő tíz évben Ferdinándnak mérsékelt konzervatív politikával sikerült megőriznie a rendet. Örökösödése azonban bizonytalan volt: két lánya csecsemőkorában meghalt, így a trón várományosa öccse, Károly volt, akit jobboldali reakciós nézetei miatt nem szívesen látott utódjaként. Amikor 1830-ban megszületett Izabella lánya, a javára változtatta meg az örökösödései rendszert. Károly ezt nem fogadta el és Portugáliába távozott.
Ferdinánd 1833-ban meghalt és elvben a hároméves II. Izabella örökölte a spanyol koronát, de Károly a reakciósok és abszolutisták segítségével polgárháborút robbantott ki. A másik oldalon a reformpártiak és liberálisok a királynőt és régens anyját, Mária Krisztinát támogatták. A fegyveres harc változó szerencsével egészen 1839-ig tartott, amikor a királynő-pártiak (krisztinók) legyőzték a karlistákat.

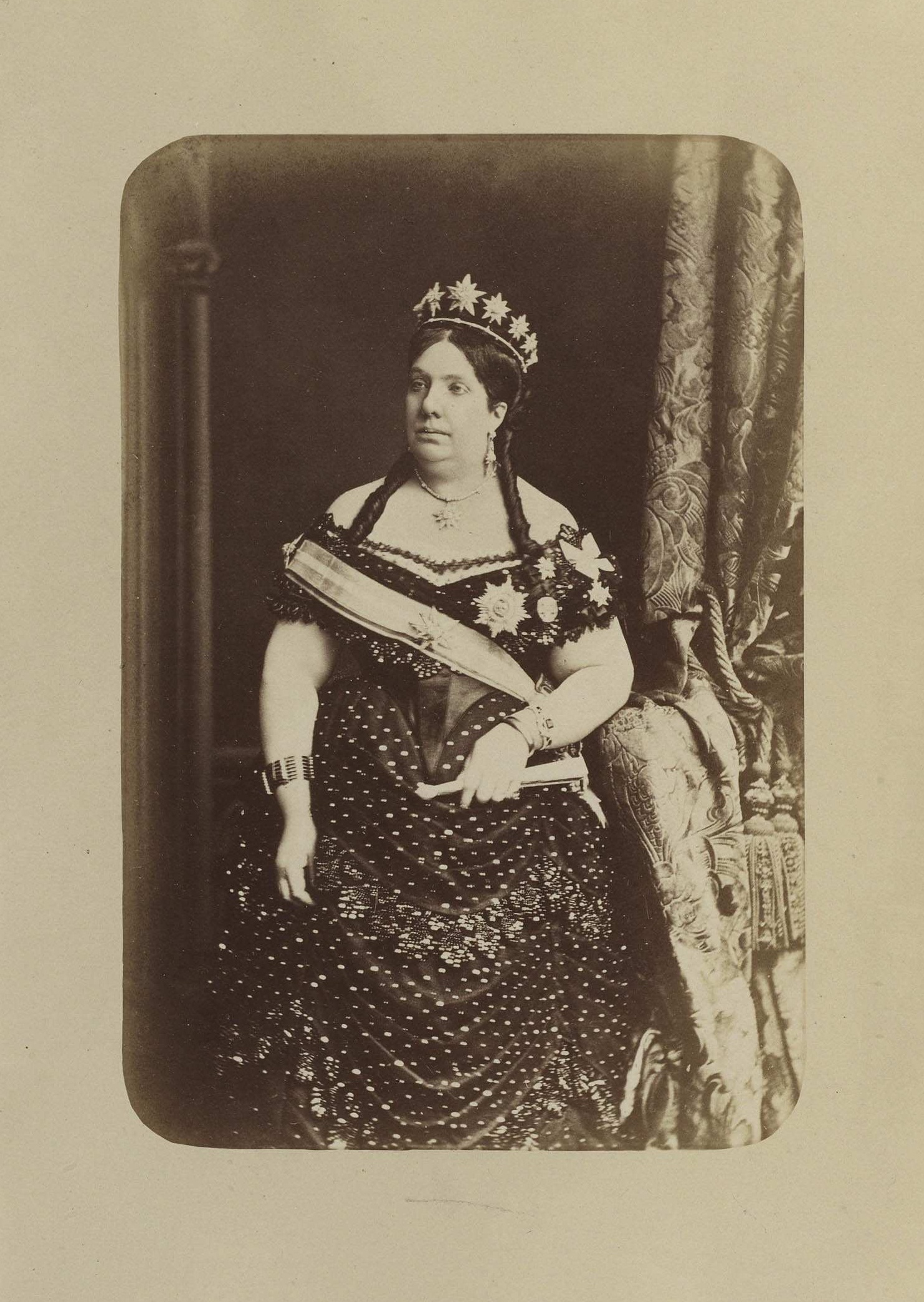
II. Izabella királynő

A progresszív párt háborús hőse, Baldomero Espartero, kihasználva népszerűségét, liberális reformokat követelt az anyakirálynőtől, aki azonban erre nem volt hajlandó, inkább átadta a régensi címet Esparterónak. A tábornok törvényeit a mérsékelt konzervatívok is ellenezték és határozott módszerei miatt több kisebb lázadás is kirobbant ellene; ezeket azonban vérbe fojtotta. Espartero uralmát 1843-ban Ramón María Narváez tábornok döntötte meg. 1846-ban Katalóniában újabb karlista felkelés indult, amelyet 1849-re fojtottak el.
A nagykorúvá váló Izabella többször aktívan beavatkozott a politikába. Uralkodása alatt népszerűtlen volt, amelyet részben enyhített az 1859-60-as sikeres marokkói háború. Az 1864-66-os, Peru és Chile visszafoglalására irányuló Chincha-szigeteki háború azonban katasztrofális eredménnyel zárult. 1866-ban Juan Prim tábornok fellázadt ellene. A tábornok ekkor vereséget szenvedett, de két évvel később Francisco Serrano tábornok segítségével újabb államcsínyt szervezett és az alcoleai csatában legyőzte a kormányerőket. Izabella Párizsba menekült.
Két anarchiába fulladó év után a nemzetgyűlés meghívta a spanyol trónra II. Viktor Emánuel olasz király fiát, Amadét. A liberális nézeteiről ismert Amadé három évig próbálta összebékíteni egymással a gyűlölködő spanyol pártokat, végül 1873 februárjában, a hadsereg lázadása után Spanyolországot kormányozhatatlannak minősítette és lemondott. A radikálisok és republikánusok kikiáltották a köztársaságot. Kormányzatuk ellen fellázadtak a karlisták, az autonómiát követelő baszkok és katalánok, támadta őket a katolikus egyház és a Nemzetközi Munkásszövetség szocialista forradalomra szólította fel a munkásokat.

### A monarchia restaurációja (1874–1931)
Izabella belátta népszerűtlenségét és 1870-ben lemondott fia, XII. Alfonz javára. A köztársaság káosza és anarchiája után a legtöbb erő elfogadta a külföldről 1874-ben visszatérő Alfonzot uralkodónak és december 28-án megkoronázták. A karlista felkelők maradékét szétszórták. Az új politikai rendszerben a liberális és konzervatív kormányok egymást váltották és Spanyolországra végre stabil időszak köszöntött, amelyben megindult a gazdasági fejlődés is. Alig egy évtized múlva azonban a mindössze 28 éves XII. Alfonz váratlanul meghalt. Utóda a fél évvel a halála után született fia, XIII. Alfonz lett.
1895-ben Kubában függetlenségi háború indult, amelybe 1898-ban (a Maine csatahajó felrobbanása okán) beavatkozott az Egyesült Államok és kitört a spanyol-amerikai háború. A spanyol flotta és hadsereg katasztrofálisan szerepelt és a háború eredményeképpen Kuba függetlenné vált, az USA pedig elszakította Puerto Ricót, Guamot és a Fülöp-szigeteket. A spanyol kormány 1899-ben eladta maradék csendes-óceáni érdekeltségeit Németországnak. Az egykor hatalmas gyarmatbirodalom három afrikai kolóniára zsugorodott (Spanyol-Marokkó, Spanyol-Szahara és Spanyol-Guinea). Az 1898-as csúfos vereség hatására a politikusok és értelmiségiek egy része (az ún. 98-as nemzedék) liberális változásokat kezdett követelni; emellett azonban erősödött a szélsőségek (anarchisták és jobboldali radikálisok) támogatása. A tisztikar azt a következtetést vonta le a háborúból (és az 1905-ös orosz–japán háborúból), hogy a konfliktusokban nem a technológia, hanem az erkölcsi tartás és akarat a döntő; nagy részük a jobboldalra tolódott.

## Spanyolország a 20. században

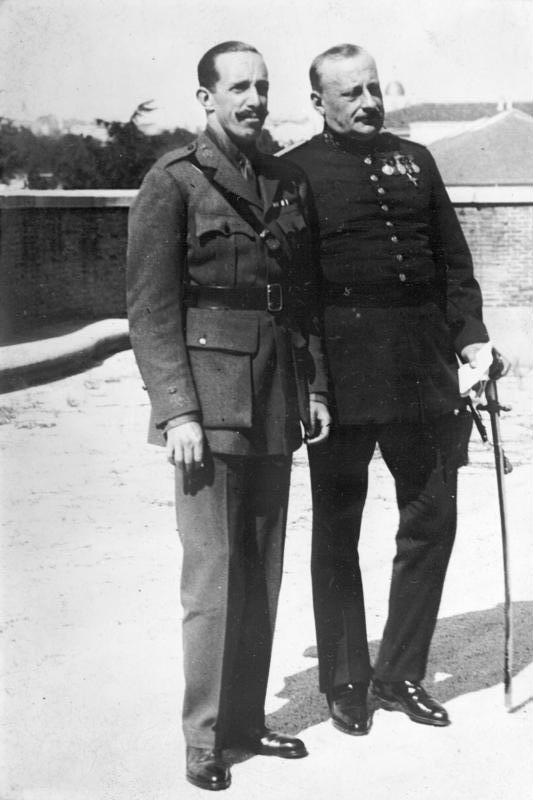
XIII. Alfonz (balra) és Primo de Rivera tábornok

### 1914–31
1909-ben Katalóniában felkelés tört ki, amelyet vérbe fojtottak.
Az első világháborúban Spanyolország nem vett részt, de a hadiszállításokból jelentős gazdasági többletre tett szert. A háború végén kitörő spanyolnátha-járvány az országot különösen súlyosan érintette és a munkaerő-hiány miatt a gazdaság fejlődése lelassult. 1919-ben országszerte munkássztrájkok zajlottak, amelyeket azonban a kormány elfojtott.
1920-ban Spanyol-Marokkóban függetlenségi háború tört ki, Abd el-Krim vezetésével és a lázadók Ceuta és Melilla kivételével az egész gyarmatot elfoglalták. XIII. Alfonz 1923-ban diktátori jogokat adott Miguel Primo de Rivera tábornoknak, aki autoriter rendszert vezetett be (véleménye szerint a politikusok tették tönkre Spanyolországot). 1925-ben francia segítséggel sikerült megfordítani a marokkói háború mentét és a következő évben lezárták a konfliktust. A gazdaság a 20-as években prosperált, egészen az 1929-es gazdasági világválságig. A kincstár fizetésképtelenné vált és népszerűségének zuhanása miatt a király 1930-ban menesztette Primo de Riverát. A diktátor kormányzásának hibái és a növekvő szociális feszültségek miatt az 1931-es helyhatósági választásokat republikánus pártok nyerték. Kikiáltották a második köztársaságot és a király külföldre távozott, anélkül hogy lemondott volna.

### A spanyol polgárháború
A spanyol társadalom a végsőkig polarizált volt, nagy volt a szélsőjobb és a szélsőbal tábora egyaránt, akik egymásra, mint az ország tönkretevőjére tekintettek. Az egyik központi kérdés a katolikus egyház szerepe volt, amelyet a baloldal a modern Spanyolország legfőbb kerékkötőjének, a jobboldal pedig a spanyol értékek legfőbb védelmezőjének látott. A republikánus kormány ebben a közegben kezdte el működését, amelyet gazdasági nehézségek és gyorsan változó koalíciós összetétel jellemzett. 1933-ban a jobboldali Autonóm Jobboldal Spanyol Konföderációja (CEDA) nyerte meg a választást. A következő évben a munkások fegyveres felkelésbe kezdtek, amely főleg Asturiasban és Katalóniában harapózott el, de a lázadást a CEDA-kormány leverte. Az erőszak tovább erősítette a szélsőséges mozgalmakat: egyik oldalon az anarchisták, a másikon a Falange mozgalom és a karlisták kaptak új erőre.
1936-ban az egyesült baloldal Népfrontja a választásokon leváltotta a CEDA-t. Ekkorra elharapózott a politikai erőszak. Amikor a rendőrség bírósági ítélet nélkül agyonlőtte José Calvo-Sotelo jobboldali politikust, tábornokok egy csoportja – Sanjurjo, Mola és Franco szervezésében – július 17-én fegyveres puccsal próbálta átvenni a hatalmat, de a republikánus erők a nagyvárosokban (Madrid, Barcelona, Valencia) sikerrel tartóztatták fel erőit, és megakadályozták azonnali győzelmét. A politikai konfliktus polgárháborúvá fajult. Az ország déli és nyugati részét ellenőrző nacionalisták szervezettebbek voltak, és felszerelésük is jobb volt, mint az egymás között vitatkozó és gyakran belharcokat folytató köztársaságpártiaknak. Mindkét fél kapott külföldi segítséget: Franco Olaszországtól és a náci Németországtól, a baloldal pedig a Szovjetuniótól és a Nemzetközi Brigádokat alkotó önkéntesektől.

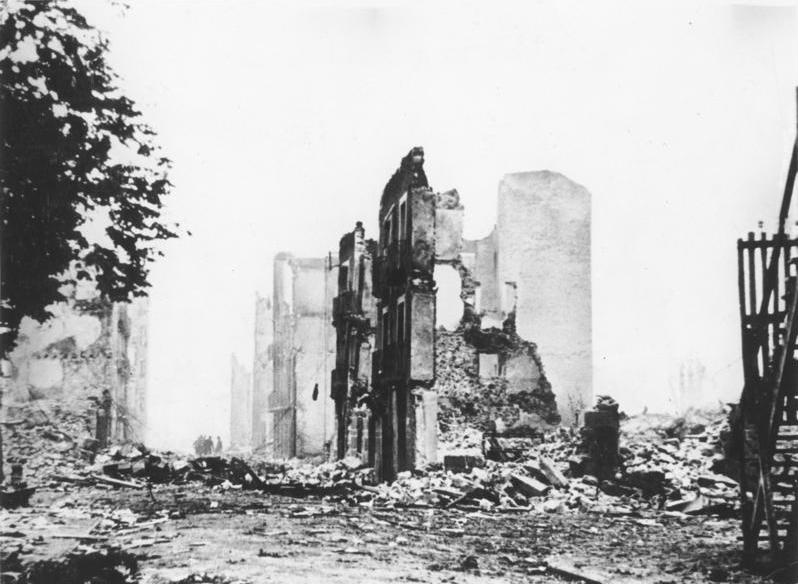
Guernica romjai

A toledói Alcázar bevételével a nacionalisták a konfliktus elején szimbolikus győzelmet arattak, de Madridot még hosszas ostrommal sem tudták elfoglalni. A fővárost blokád alá vették és támadták ellátási útvonalait. 1937-ben elfoglalták Baszkföldet (ennek során pusztult el Guernica falu, amelyen a német légierő a fegyverzetét tesztelte), majd az aragóniai frontot is áttörték. 1938 nyarán-őszén az ebrói csatában a köztársaságpártiak egy utolsó kétségbeesett kísérletet tettek a háború megfordítására, de ennek kudarca után 1939 elején elesett Barcelona és nyilvánvalóvá vált, hogy Franco megnyerte a háborút. A baloldalon belül a kommunisták és republikánusok között is kitört a belharc. Madridba 1939 márciusában vonultak be a nacionalisták. A polgárháború különböző becslések szerint 300 ezer-egymillió áldozatot követelt. Mindkét oldal kegyetlenül bánt az ellenfél pártolójának vélt polgárokkal, rendszeresen gyilkoltak meg hadifoglyokat és civileket. 1939 és 1943 között 150 ezer baloldalit végeztek ki és sok ezret bebörtönöztek. Félmillióan Franciaországba menekültek; sok esetben évtizedekre.

### Franco diktatúrája

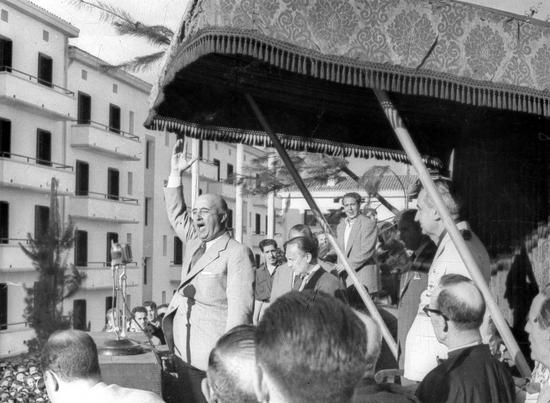
Franco beszédet mond (1949)

Francisco Franco Spanyolország katonai diktátora lett. A jobboldali pártokat beolvasztatta a Falange-ba, minden más pártot és szakszervezetet pedig betiltott.
A második világháborúban Spanyolország formálisan semleges maradt, annak ellenére, hogy egy több mint 45 ezer fős önkéntesnek címzett expedíciós haderőt, a Kék Hadosztályt küldte a Wehrmacht oldalán harcolni a Szovjetunió ellen. A háború után, a francóista diktatúra éveiben jórészt elszigetelődött a világtól, mind gazdaságilag, mind kulturálisan. Lépéseket tettek, hogy visszaszerezzék Gibraltárt az Egyesült Királyságtól és ehhez némi támogatást is nyertek az ENSZ-től. A 60-as években korlátozásokat vezettek be Gibraltárral szemben, majd 1969-ben teljesen lezárták a határt (csak 1985-ben nyílt meg újra teljesen).
A 60-as években Spanyolország fokozatosan feladta megmaradt afrikai gyarmatait. Spanyol-Guinea 1968-ban Egyenlítői-Guinea néven függetlenedett. Marokkó 1969-ben visszakapta Ifni enklávéját és harcok dúltak Spanyol-Szaharáért. Spanyolország innen 1975-ben kivonult, de az elvben függetlenné váló területet Marokkó megszállta; sorsa máig eldöntetlen. Két észak-afrikai város, Ceuta és Melilla továbbra is spanyol maradt.
Franco uralmának utolsó éveiben politikai és gazdasági liberalizáció kezdődött, ekkor született meg a spanyol turisztikai ipar. Az 1970-es években az olajválság ellenére intenzíven növekvő gazdaságával az ország elkezdett felzárkózni a fejlettebb szomszédaihoz.
Franco 1975. november 20-án halt meg. Az ország új államfője I. János Károly király lett.

## Franco után a 20. században
Franco halála után az új Bourbon-restaurációval megkezdődött a demokratikus államrendszer kiépítése. A politikai szereplők 1977 folyamán a Moncloa-palotában több kompromisszumot kötöttek a új társadalmi rendszer alapvonásairól, a követendő jövőképről (Moncloa-paktumok). Az 1978-as, ma is érvényben lévő alkotmány alkotmányos monarchiaként határozta meg az államformát. 1978 és 1982 között az Unión del Centro Democrático kormányozta az országot. 1981. február 23-án Antonio Tejero rendőrtábornok megkísérelte megakadályozni Leopoldo Calvo Sotelo miniszterelnök beiktatását és puccsal átvenni a hatalmat. A 23-F-ként ismert puccskísérletet János Károly király akadályozta meg.
1982 és 1996 között a szociáldemokrata PSOE volt kormányon, Felipe González miniszterelnökségével. Spanyolország 1982-ben csatlakozott a NATO-hoz, 1986-ban pedig az Európai Gazdasági Közösséghez (ami ma az Európai Unió). 1992-ben Barcelonában tartották a nyári olimpiát; ugyanebben az évben Sevillában nagy sikerű világkiállítást rendeztek.
1996-ban a José María Aznar által vezetett, jobbközép Partido Popular nyerte a választást. 1999. január 1-én a pesetát felváltotta az euró.

## A baszkok
A baszkok régóta törekednek a független állam létrehozására. Az 1959-ben alakult ETA sokáig terrorista módszerekkel próbálta elérni célját. Több mint 800 embert gyilkoltak meg, robbantásaikkal sokakat megsebesítettek és rendszeresek voltak az emberrablások is. Az ETA többször is tűzszünetet hirdetett és 2011 óta nem hajtott végre újabb terrorcselekményt.

## A 21. században
2004. március 11-én az Al-Kaidához köthető iszlamista terroristák 191 halálos áldozatot követelő robbantásokat végeztek a madridi metróban. A három nappal később tartott választásokon a PSOE győzött José Luis Rodríguez Zapatero vezetésével. Aznar kormánya először az ETA-t vádolta a terrorcselekménnyel de hamar kiderült, hogy tévedtek; így feltehető hogy a tragikus esemény a választás eredményét is befolyásolta.
A spanyol gazdaság az 1980-as évektől kezdve gyorsan fejlődött, de a 2008-as világgazdasági válság különösen súlyosan érintette, mihez hozzájárult a túlárazott ingatlanpiac hirtelen összeomlása. Az egyébként is sok külföldit (köztük sok illegális afrikai bevándorlót) foglalkoztató munkaerőpiac válságba jutott, a munkanélküliség elérte a 25%-ot. Különösen rosszak volt a spanyol fiatalok elhelyezkedési esélyei, akik igyekeztek az EU egyéb országaiban munkához jutni. 2008 és 2013 között becslések szerint 700 ezer spanyol (a lakosság 1,5%-a) hagyta el hazáját.
A pénzügyi és munkaerőpiaci krízis megerősítette az egyes spanyolországi régiók korábban is meglévő függetlenségi törekvéseit. Katalónia parlamentje 2015 novemberében határozatot hozott az önálló állam kiépítésének megkezdéséről (amit a madridi kormány alkotmányellenesnek tart).

## Fordítás
- Ez a szócikk részben vagy egészben  a   History of Spain című angol Wikipédia-szócikk ezen változatának fordításán alapul.  Az eredeti cikk szerkesztőit annak laptörténete sorolja fel. Ez a jelzés csupán a megfogalmazás eredetét és a szerzői jogokat jelzi, nem szolgál a cikkben szereplő információk forrásmegjelöléseként.